# Argelès-Plage
Argelès-Plage est une station balnéaire et un quartier d'Argelès-sur-Mer, dans le département français des Pyrénées-Orientales. En venant du nord, elle est la dernière grande plage de sable française de la mer Méditerranée avant la côte rocheuse appelée côte Vermeille. Elle est surnommée « capitale européenne du camping » en raison du grand nombre d'emplacements d'hôtellerie de plein air qui y sont installés.

## Géographie

### Situation
L'extrême Sud de la France, dans sa partie occidentale, est barrée par la chaîne montagneuse des Pyrénées, qui s'étend de l'océan Atlantique à la mer Méditerranée. La plage d'Argelès se situe au pied des Pyrénées. Longue de sept kilomètres, elle est la dernière grande plage française avant la côte Vermeille rocheuse, et la costa Brava espagnole.
Argelès-plage est une longue bande de terre orientée nord-sud. Elle s'étend entre les embouchures des fleuves Tech, au Nord, et Massane, au Sud. Le « bocal » du Tech est protégé par la réserve naturelle nationale du Mas Larrieu, le « grau » de la Massane étant occupé par le port d'Argelès. Au-delà du port se trouve l'autre plage d'Argelès, bien plus petite : celle de l'anse du Racou.

## Histoire
Jusqu'au XIXe siècle, la plage d'Argelès est inhabitée, les seules constructions étant des cabanes de pêcheurs et des batteries côtières (Tour d'en Sourre, batterie du Sourre, batterie du Mas Larieu...).

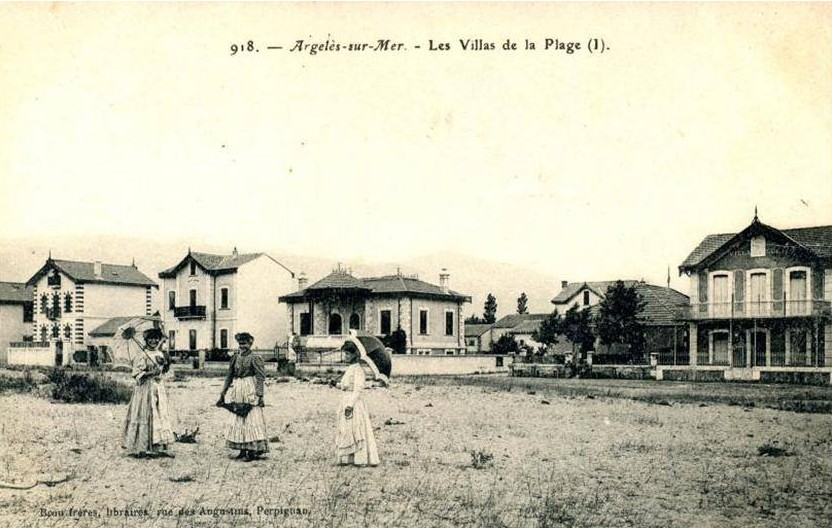
Touriste à Argelès vers 1900.

Le tourisme commence en 1860, lorsque l'administration plante un bois de pins destiné à fixer le littoral. Le Bois des Pins devient rapidement un lieu de promenade et de camping pour les habitants de la région qui s'installent d'abord sous des abris de fortune (parfois de simples bâches), puisq des cabanes en bois. En 1896 est créé le premier hôtel-restaurant offrant un menu de fruits de mer : La Réserve, puis le Café-Hôtel des Pins, simple buvette au départ, tous deux situés à proximité du Bois des Pins.
À la fin du XIXe siècle et au début du XXe siècle, des villas sont construites près de la plage. Le tourisme prend son essor, qui s'accentue en 1936 avec l'apparition des congés payés en France.

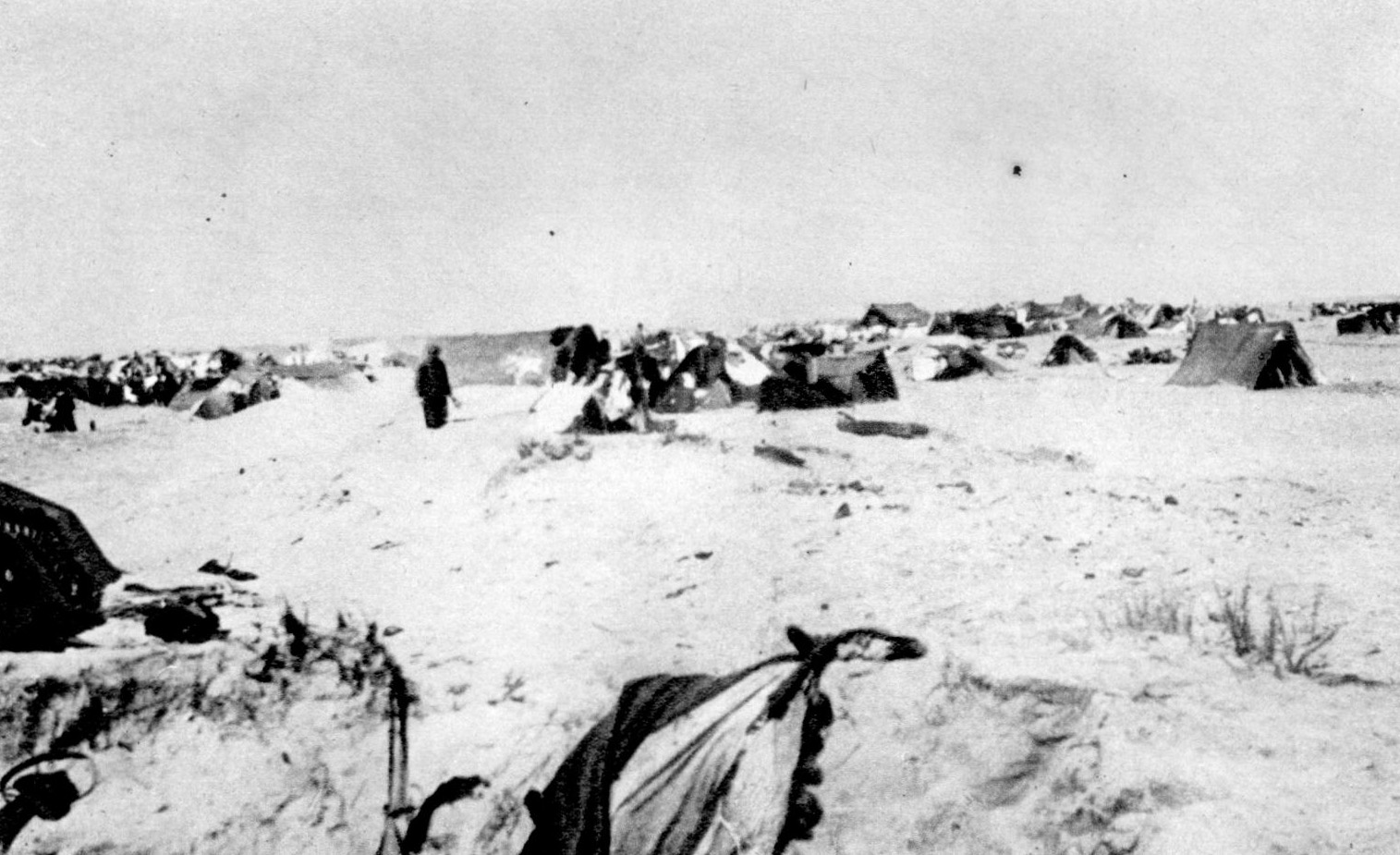
Le camp de concentration en 1939.

L'été 1936 voit, de l'autre côté de la frontière, la guerre d'Espagne éclater. Cette guerre aura des répercussions sur la plage d'Argelès quand, en  février 1939, Barcelone chute aux mains des franquistes. C'est la Retirada : des centaines de milliers de républicains espagnols fuient et franchissent la frontière entre l'Espagne et la France. Les autorités françaises sont débordées par cet afflux de réfugiés. Des camps sont organisés en urgence, notamment sur les plages du littoral roussillonnais. Jusqu'à 80 000 personnes sont parquées sur la plage d'Argelès dans des conditions d'hygiène très difficiles. Puis des baraquements sommaires sont construits, de nombreux réfugiés sont envoyés dans d'autres lieux d'accueil. En 1941 et jusqu'à la fin de la seconde Guerre mondiale, le camp d'Argelès sert à interner des étrangers et prisonniers politiques.
Après-guerre, le tourisme reprend. Les premiers campings organisés sont construits : en 1950, le « camp pilote » (ancêtre du « camping municipal roussillonnais ») est bâti par le Conseil général des Pyrénées-Orientales, puis en 1954 le « camping Bouix », premier camping privé de la commune.
Une espèce de Myosotis, le Myosotis ruscinonensis (ou Myosotis du Roussillon) était endémique des plages d'Argelès. Elle disparait à l'état naturel au cours du XXe siècle.